# グレイマン
『グレイマン』（原題：The Gray Man）は、2009年に出版されたマーク・グリーニーの『暗殺者グレイマン』に始まる小説シリーズをもとに、クリストファー・マーカス、スティーヴン・マクフィーリーと共同で脚本を書き、ルッソ兄弟が監督し、マイク・ラロッカと共同で製作するアメリカのアクションスリラー映画である。
ルッソ兄弟の会社であるAGBOが製作するこの映画は、小説に基づいて新たに企画されたフランチャイズを開始する予定で、続編とスピンオフが予定されている。主役にライアン・ゴズリングとクリス・エヴァンスが起用されている。
本作は、Netflixオリジナルとして配信されている。製作費は2億ドルと、『レッド・ノーティス』と並び、Netflix史上最も高額な作品となっている。

## あらすじ
小説シリーズの複数巻に基づいてはいるが、設定やストーリーは大幅に変更されている。
服役中のコート・ジェントリーはCIAのフィッツロイにリクルートされて秘密暗殺者シエラ・シックスとなる。
18年後、シエラ・シックス（コート・ジェントリー）はバンコクでダイニング・カー暗殺を命じられるが、死ぬ間際に彼が仲間のシエラ・フォーであると教えられ、データチップを渡される。CIAの裏切りを知ったシックスは逃亡するも、本部長カーマイケルはロイド・ハンセンに指揮させ、スザンヌ・ブリューワーを補佐に付けてシックスを追わせ、賞金を懸ける。信頼する元上司フィッツロイも姪クレアの命を梃に脅されてシックス殺害命令を出さざるを得ない。シックスはCIAエージェントのダニ・ミランダの協力を得て、データチップにカーマイケルの悪事が記されていることを突き止める。シックスとミランダは、ウィーン、プラハなどで襲撃をかいくぐって逃げ、クロアチアでロイドに監禁されたクレアを救出するもフィッツロイは死ぬ。スザンヌはロイドを殺し、シックスとミランダを逮捕する。襲撃失敗と大損害の責任はロイドに負わされ、カーマイケルもミランダも不問とされる。監禁されていたシックスは逃亡し、保護されていたクレアを救出する。

## キャスト
シエラ・シックス / コート・ジェントリー
演 - ライアン・ゴズリング、日本語吹替 - 内田夕夜
本作の主人公。父親を殺して服役中だった所、当時CIAのエージェントだったドナルド・フィッツロイにスカウトされ、CIAの元、秘密裏に暗殺を行う“グレイマン”となる。
それから18年後、とある任務で命を狙うことになった相手が実は自分と同じグレイマンであり、彼から現在のCIA本部長・カーマイケルが信用できない相手であることを教えられると、託されたデータチップと共にCIAを離反する決意を固める。
ダニ・ミランダ
演 - アナ・デ・アルマス、日本語吹替 - 小林沙苗
CIAの女性エージェント。シックスが離反する直前の任務を担当していた事から本部長カーマイケルに目をつけられ、自身のキャリアを守るため独断で逃亡中のシックスに接触する。
事件の全容を知ったあとは、データチップの内容を然るべきところに公表するため、シックスに同行し協力する姿勢を見せた。
デニー・カーマイケル
演 - レゲ＝ジャン・ペイジ、日本語吹替 - 増元拓也
CIA本部長。ハーバード大学を卒業後、8年という異例の速さで今の地位についた。そのためか常に他人を見下すかのような態度を取り、優秀ではあるものの性格は非常に陰険。
また自分の目的のためなら手段を選ばず、これまでに数々の汚職に手を染めている。
ロイド・ハンセン
演 - クリス・エヴァンス、日本語吹替 - 中村悠一
離反したシックスを抹殺しデータチップを回収するため、CIA本部長カーマイケルが雇った傭兵。殺しと拷問を何より楽しみ、目的のためならどんな非道かつ非合法な手段も厭わない。その衝動性と残虐性は常軌を逸しており、かつて在籍していたCIAを半年経たずにクビにされたほど。
実はカーマイケルとはハーバード大の同窓生という間柄であり、そのよしみから彼が過去に犯した数々の汚職に手を貸している。
スザンヌ・ブリューワー
演 - ジェシカ・ヘンウィック、日本語吹替 - 内田真礼
本部長カーマイケル直属の部下にあたるCIAの女性エージェント。シックス離反の責任を半ば押し付けられ、カーマイケルが雇ったロイド・ハンセンの補佐を任せられる。
その後は民間への被害を全く考慮しないロイドの行動に頭を悩ませ続けていた。
ドナルド・フィッツロイ
演 - ビリー・ボブ・ソーントン、日本語吹替 - 原康義
元CIA本部長。服役中だったシックスをグレイマンに勧誘した張本人。現在はCIAを引退して隠居生活を送っていたが、離反したシックスの求めに応じて逃走に協力する。
クレア・フィッツロイ
演 - ジュリア・バターズ、日本語吹替 - 川勝未来
ドナルドの姪。数年前に両親を亡くし、以来ドナルドが面倒を見ている。生まれつき心臓に持病があり、胸にはペースメーカーを入れている。
マーガレット・ケイヒル
演 - アルフレ・ウッダード、日本語吹替 - 水野ゆふ
元CIAロンドン支局長を務めていた女性エージェント。現在は引退し、プラハで隠居生活を送っていたが、シックスからデータチップを送られたことで事件に巻き込まれる。
ダイニング・カー / シエラ・フォー
演 - カラン・マルヴェイ
主人公シックスと同じCIAにスカウトされたグレイマン。現在のCIA本部長カーマイケルへの復讐を望んでおり、彼が犯してきた数々の汚職の証拠を収めたデータチップを所持していたが、それが原因で暗殺指令が出されてしまう。
バンコクで取引しようとしていたところをシックスに襲撃され、死の間際に自分がシックスと同じグレイマンであること、カーマイケルが信用ならないことなどを伝え、復讐を引き継いでほしいとデータチップをシックスに渡して息絶えた。
ラズロ・ソーサ
演 - ヴァグネル・モウラ、日本語吹替 - 宮内敦士
クリーニング屋を装い活動しているパスポート偽造業者。非常に挙動不審。
アヴィク・サン
演 - ダヌシュ 、日本語吹替 - 中村章吾
シックスを抹殺するためロイドが各地から呼び寄せた暗殺者の一人。格闘戦を得意とするタミル人暗殺者。
ミスター・フェリックス
演 - エミ・イクワーカー
ペリーニ
演 - ロバート・カジンスキー
デュリン
演 - デオビア・オパレイ
シックスの父
演 - シェー・ウィガム

## 製作
このプロジェクトは、2011年1月にニュー・リージェンシーの下で企画が開始され、アダム・コザッドが書いた脚本をジェームズ・グレイが監督することになった。当初はブラッド・ピットが主演に起用されていたが、2015年10月には彼とグレイは映画から降板した。シャーリーズ・セロンは、ソニー・ピクチャーズのもとでアンソニー＆ジョー・ルッソが脚本を執筆する、性別を入れ替えたバージョンでの主演交渉に入った。
企画はその後、進展は見られなかったが、2020年7月になって、シリーズ化を見据えて、ジョー・ルッソ、クリストファー・マーカス、スティーヴン・マクフィーリーの脚本を、ルッソ兄弟がNetflix向けに監督することが発表された。主演にはライアン・ゴズリングとクリス・エヴァンスが起用された。 同年12月には、アナ・デ・アルマス、ジェシカ・ヘンウィック、ヴァグネル・モウラ、ダヌシュ、ジュリア・バターズがキャストに加わった。2021年3月には、レゲ＝ジャン・ペイジ、ビリー・ボブ・ソーントン、アルフレ・ウッダード、エミ・イクワーカー、スコット・ヘイズがキャストに加わった。プラハでの撮影に関する4月の記事では、マイケル・ガンドルフィーニがキャストに含まれていた。
撮影は、2021年1月18日にカリフォルニア州ロングビーチで開始される予定だったが、3月1日に延期された。ペイジは、撮影開始後1か月で彼の役での撮影を終えた。春にはチェコ共和国のプラハを含むヨーロッパでの撮影が行われた。

## 公開
本作は、2022年7月15日前後より数か国で限定的に劇場公開されたのち、1週間後の2022年7月22日からNetflixにより全世界で独占配信された。

## 続編とスピンオフ
2022年7月26日、続編およびスピンオフの企画が進行中であることが明らかになった。